# United African University of Tanzania
Die United African University of Tanzania (UAUT) ist eine staatlich anerkannte, private Universität im Besitz der Mission der koreanischen Kirche in Daressalam (Tansania).

## Lage
Der Campus liegt im Südosten von Daressalam im Distrikt Kigamboni im Stadtteil Vijibweni.

## Geschichte
Die Universität erhielt 2011 die vorläufige Lizenz, nahm im Oktober 2012 die ersten Studenten auf und wurde im Dezember 2012 zur offiziellen Universität ernannt.

## Studienangebote
Es werden folgende Studien angeboten:
- Informatik
- Betriebswirtschaftslehre

## Unterkunft
Die meisten Studenten wohnen auf dem Campus in Studentenwohnheimen. Eine Cafeteria steht für Studenten, Mitarbeiter und Seminarteilnehmer zur Verfügung.

## Rangliste
Von EduRank wird die Universität als 27. in Tansania, als Nummer 753 in Afrika und 12.542 weltweit geführt (Stand 2021).